# 4066 Haapavesi
4066 Haapavesi este un asteroid din centura principală, descoperit pe 7 septembrie 1940, de Heikki Alikoski.